# Communist Party of Britain
Die Communist Party of Britain (deutsch: Kommunistische Partei Britanniens, CPB) ist eine kommunistische Partei in Großbritannien.
Von der Partei werden mehrere Publikationen veröffentlicht, darunter beispielsweise die Tageszeitung Morning Star. Sie besitzt außerdem eine Jugendorganisation (Young Communist League).

## Geschichte
Gegründet wurde die Partei im Jahre 1988 als Abspaltung von der 1920 gegründeten Communist Party of Great Britain (CPGB), die sich ihrerseits 1991 auflöste. Ihre Gründer warfen der CPGB eine revisionistische Abkehr von der Lehre der führenden Rolle der Arbeiterklasse im revolutionären Kampf für eine klassenlose Gesellschaft vor. Die Partei forderte bzw. fordert unter anderem den Austritt aus der Europäischen Union und der NATO.
1992 war die CPB neben 77 anderen kommunistischen und Arbeiterparteien einer der Erstunterzeichner der ersten seit der Auflösung der Sowjetunion veröffentlichten Erklärung der internationalen kommunistischen Bewegung mit dem Titel Let Us Defend and Advance the Cause of Socialism (auch bekannt als Pjöngjanger Erklärung). 
Vorsitzender ist derzeit Robert Griffiths, seine Stellvertreterin ist Liz Payne.
Im Jahre 2014 hatte die Partei 917 Mitglieder.

## Generalsekretäre der CPB
- 1988–1998 Mike Hicks
- seit 1998 Robert Griffiths

## Wahlergebnisse

### Unterhauswahlen
Die Partei trat bislang bei keiner Unterhauswahl landesweit an, konnte jedoch bislang noch keine Mandate erzielen. Dabei kam die Kommunistische Partei in keinem Wahlkreis bisher über 0,6 Prozent heraus.
| Jahr | Kandidaten                              | Stimmen                                 | Sitze                                   |
| ---- | --------------------------------------- | --------------------------------------- | --------------------------------------- |
| 1997 | 5                                       | 911                                     | 0/659                                   |
| 2001 | 6                                       | 1.003                                   | 0/659                                   |
| 2005 | 6                                       | 1.124                                   | 0/646                                   |
| 2010 | 6                                       | 947                                     | 0/650                                   |
| 2015 | 9                                       | 1.229                                   | 0/650                                   |
| 2017 | nicht teilgenommen, unterstützte Labour | nicht teilgenommen, unterstützte Labour | nicht teilgenommen, unterstützte Labour |
| 2019 | nicht teilgenommen, unterstützte Labour | nicht teilgenommen, unterstützte Labour | nicht teilgenommen, unterstützte Labour |
| 2024 | 14                                      | 2.622                                   | 0/650                                   |

### Wahlen in England, Schottland und Wales
| Jahr | Wahl                                        | Stimmen | Stimmenanteil | Sitze |
| ---- | ------------------------------------------- | ------- | ------------- | ----- |
| 1999 | Parlamentswahl in Schottland 1999           | 521     | 0,0 %         | 0/129 |
| 1999 | Wahl zur Nationalversammlung für Wales 1999 | 1.366   | 0,1 %         | 0/60  |
| 2000 | Wahl zur London-Versammlung 2000            | 7.489   | 0,4 %         | 0/25  |
| 2003 | Wahl zur Nationalversammlung für Wales 2003 | 1.099   | 0,1 %         | 0/60  |
| 2004 | Wahl zur London-Versammlung 2004            | 1.378   | 0,1 %         | 0/25  |
| 2007 | Parlamentswahl in Schottland 2007           | 260     | 0,0 %         | 0/129 |
| 2007 | Wahl zur Nationalversammlung für Wales 2007 | 3.708   | 0,4 %         | 0/60  |
| 2008 | Wahl zur London-Versammlung 2008            | 6.394   | 0,3 %         | 0/25  |
| 2011 | Parlamentswahl in Schottland 2011           | 256     | 0,0 %         | 0/129 |
| 2011 | Wahl zur Nationalversammlung für Wales 2011 | 2.676   | 0,3 %         | 0/60  |
| 2016 | Parlamentswahl in Schottland 2016           | 510     | 0,0 %         | 0/129 |
| 2016 | Wahl zur Nationalversammlung für Wales 2016 | 2.452   | 0,2 %         | 0/60  |
| 2021 | Parlamentswahl in Schottland 2021           | 1.142   | 0,0 %         | 0/129 |
| 2021 | Parlamentswahl in Wales 2021                | 2.837   | 0,3 %         | 0/60  |
| 2021 | Wahl zur London-Versammlung 2021            | 8.787   | 0,3 %         | 0/25  |
| 2024 | Wahl zur London-Versammlung 2024            | 10.915  | 0,4 %         | 0/25  |

### Europawahlen
| Jahr | Wahl            | Stimmen | Stimmenanteil | Sitze |
| ---- | --------------- | ------- | ------------- | ----- |
| 1989 | Europawahl 1989 | 4.420   | 0,0 %         | 0/81  |
| 1994 | Europawahl 1994 | 4.323   | 0,0 %         | 0/87  |